# عصام الدين خليل
عصام الدين خليل حسن خليل هو مهندس ميكانيكي مصري. وهو أستاذ في قسم الطاقة الميكانيكية في جامعة القاهرة. وهو مؤلف والمؤلف المشارك لأبحاث دولية عديدة في معدات التكييف والتهوية. لديه سنوات طويلة من الخبرة في تقديم دورات في تكييف الهواء للجامعة، وطلاب الجامعات، ومديري المباني والموظفين في الصيانة الصناعية والتجارية في القطاعين المصري والخليج العربي والعالم.
يعتبر متميز في مجالين؛ التهوية في مقابر وادي الملوك وتصميم أنظمة تكييف الهواء في غرف العمليات الجراحية. وتشمل مقابر الملك توت عنخ امون، رمسيس السابع، حور محب وأمنحوتب، رمسيس الرابع والخامس. ويشمل أيضا تصميم تكييف الهواء من الكنيسة المعلقة في القاهرة السيد المسيح. هو منظم للايزو TC205 WG2 (تصميم المباني كفاءة الطاقة)، وعضو نشط في لجنة الآيزو TC163. وهو رئيس مكتب للاستشارات الهندسية ومجلس الرؤساء التنفيذيين.

## السيرة الذاتية

### السنوات الأولي
ولد خليل في اسكتلندا والمملكة المتحدة في عام 1948. تخرج من كلية الهندسة، علم الميكانيك (قسم في جامعة القاهرة) في يوليو 1971 مع بكالوريوس درجة الامتياز (87 ٪) مع مرتبة الشرف.

### ما بعد البكاريوس
نال شهادة الماجستير في الهندسة الميكانيكية من جامعة القاهرة في ديسمبر (كانون الأول) عام 1973. في فبراير 1977 كان قادرا على تحقيق دكتوراه الهندسة الميكانيكية في جامعة لندن، كلية امبريال للعلوم والتكنولوجيا في المملكة المتحدة.
حصل عام 1977 على دبلوم من الكلية الملكية في جامعة لندن وزمالة بعد الدكتوراه في كلية امبريال في لندن بدعم من المملكة المتحدة للطاقة الذرية هارويل مؤسسة البحوث.

### أبرز مساهماته
خليل هو مسجل مستشار لمساهماته في المشاريع الكبرى بما في ذلك التهوية من مقابر وادي الملوك والمسارح والسينما في مصر، والبرلمان المصري، والأستوديوهات وأكثر من 64 من المستشفيات، و 15 من الفنادق الفاخرة، وأكثر من 14 مبان مختلفة، مكافحة الحرائق ونظام المياه الساخنة والعديد من المساهمات المختلفة والمتعددة. من أهم مساهماته لتاريخ بلده من خلال تصميم نظام التهوية في مقابر وادي الملوك.

## الجوائز والتكريمات
تحقيق خليل على عدد من الجوائز والأوسمة منها:
- الجائزة الوطنية للإنجازات العلمية في علوم الهندسة في 1981.
- جائزة العلوم والفنون من الرئيس المصري 1981.
- جائزة 'مان لعام 1995' من المعهد الأمريكي للسير الذاتية، الولايات المتحدة الأمريكية، 1995.
- جائزة الإنجاز من المركز الدولي للسير الذاتية، كامبريدج، المملكة المتحدة، عام 1995.
- جائزة أفضل بحث، AIAA، IECEC آب / أغسطس 2005.
- جائزة جامعة القاهرة للتميز، نيسان/أبريل 2006.
- جائزة جامعة القاهرة للتميز، يونيو 2007.

عضو في معهد L' Égypte D'، أبريل 2007.
- جائزة أفضل بحث، AIAA، IECEC، يوليو 2008.
- جائزة جامعة القاهرة للتميز، أبريل 2009.
- ASME/ جورج ويستنغهاوس الميدالية الذهبية، 2009.

## كتب نشرت له في مجال الهندسة الميكانيكية
- تدفق والخلط ونقل الحرارة في أفران يونيو 1978.
- الحرارة والسوائل في مكونات نظام لتوليد الطاقة نوفمبر 1979.
- نمذجة أفران وغرف الاحتراق 1983 .
- تكنولوجيا الليزر 1987 (بالعربية).
- تصميم الطاقة النباتية 1990.
- لطاقة المستقبل 1999 (بالعربية).
- مياه لتحلية مياه البحر 1999 (بالعربية).

## المناصب العلمية
- محاضر في علم الميكانيكاوالهندسة في كلية الهندسة جامعة القاهرة عام1977.
- أستاذ مساعد في علم الميكانيكا 1982 في كلية الهندسة جامعة القاهرة.
- محرر استشاري لبرنامج اللغة العربية من مكجرا وشركة هيل 1983 -1988.
- مسئول إدارة واختيار العناوين الإنجليزية إلى اللغة العربية في جميع ميادين العلوم والفنون والتكنولوجيا. السلسلة العربية تحتوي على أكثر من 80 في العناوين.
- أستاذ الهندسة الميكانيكية في عام 1988 إلى حزيران / يونيه كلية الهندسة، جامعة القاهرة.
- رئيس اللجنة الوطنية للقانون معدات التكييف والتهوية، وزارة الإسكان والتنمية، 1999.
- منسقا للجنة الوطنية للطاقة للحصول على قانون كفاءة معدات التكييف والتهوية، 2000.
- عضو في اللجنة الوطنية لمعدات التكييف والتهوية، وأكاديمية للعلوم والتكنولوجيا، 2001.
- عضو لجنة E2، المعهد الدولي للتبريد، باريس، 2004.
- رئيس الهندسة للاستشارات «المكتب» مجلس الرؤساء التنفيذيين بالقاهرة.

## وصلات خارجية
- [وصلة مكسورة]
- نسخة محفوظة 19 أبريل 2022 على موقع واي باك مشين.
- [وصلة مكسورة]